# 德川光圀
德川光圀（日语：〔〕／ Tokugawa Mitsukuni，1628年7月11日—1700年1月14日），日本江戶時代初期大名，水户藩第2代藩主。原名德川光國，後改名德川光圀；其中「圀」字是「國」的異體字，為武后新字之一。光圀的父親是水户藩第一代藩主德川赖房，祖父是江戶幕府第一代征夷大將軍德川家康。由於曾任黃門官，因此人稱水户黄门。日本民間故事《水户黄门》以德川光圀作为主人公。

## 生涯

### 家世
德川光圀的父親是水戶德川家初代當主以及水戶藩的初代藩主德川賴房，母親是側室谷久子（谷氏），祖父是江戶幕府第一代征夷大將軍德川家康。實際上，賴房一生都沒有立正室，久子生下賴房的長子松平賴重又生下他，是身份較高的側室。同母的兄長是松平賴重，同母姐姐是清泰院大姬（前田光高室），同母弟是松平賴利。

### 出生
寬永五年六月初十日（1628年7月11日）德川光圀出生於水戶城下柵町，家臣三木之次的屋敷。在「桃源遺事」中記載，賴房命令三木夫妻讓久子流產，但是三木夫婦違背命令，秘密的讓久子生下孩子。光圀的母親久子乃家臣谷重則的女兒，在她懷孕時，光圀的父親賴房，還未立正室。
後來光圀在『義公遺事』的回想中提到，母親久子是城中老女（奧付老女）的女兒，得到賴房的寵幸懷孕，但是賴房的側室於勝之方（佐佐木氏，元理院）以久子懷孕使自己不愉快而叫賴房下令久子墮胎，不過同樣侍奉奧付老女的三木之次之妻武佐在與頼房的養母於梶之方（於勝，英勝院）商量過後，決定讓久子在自家宅邸秘密生產。據說，光圀的同母兄頼重出生時有是同樣的情況。
就在這時，藩中的家臣三木仁兵衛的妻子流產。因此久子秘密分娩後，所生下的孩子（光圀）就成了三木仁兵衛的養子，並取名為「長丸」，稱為三木長丸。
寬永九年（1632年），長丸和養父母分別，並與同母的兄長賴重（賴房長子）進入水戶城中。拜見自己的親生父母后，長丸將乳名改為千代松。

### 藩主繼承人
寬永十年（1633年），千代松被選定成為世子（繼承人）。據說賴房沒選年紀長於千代松的賴重，原因是尾張德川家的德川義直、紀伊德川家的德川賴宣，他們兩人的長子都比賴重晚出生，因此才選年紀較幼的千代松為世子。
寬永十三年（1636年），千代松元服，三代將軍家光公授予「光」一字，正式改名為「光國」。

### 水戶藩主
承應三年（1654年），二十六歲的光圀公迎娶前關白近衛信尋的次女，近衛尋子（泰姬）為正室。明曆三年（1657年），駒込邸設置史局，開始編寫紀傳體的史書《大日本史》。寬文元年（1661年），父親德川賴房去世，享年五十八歲。光圀成為水戶藩二十八萬石的第二代藩主，同年，光圀的母親久子也去世。

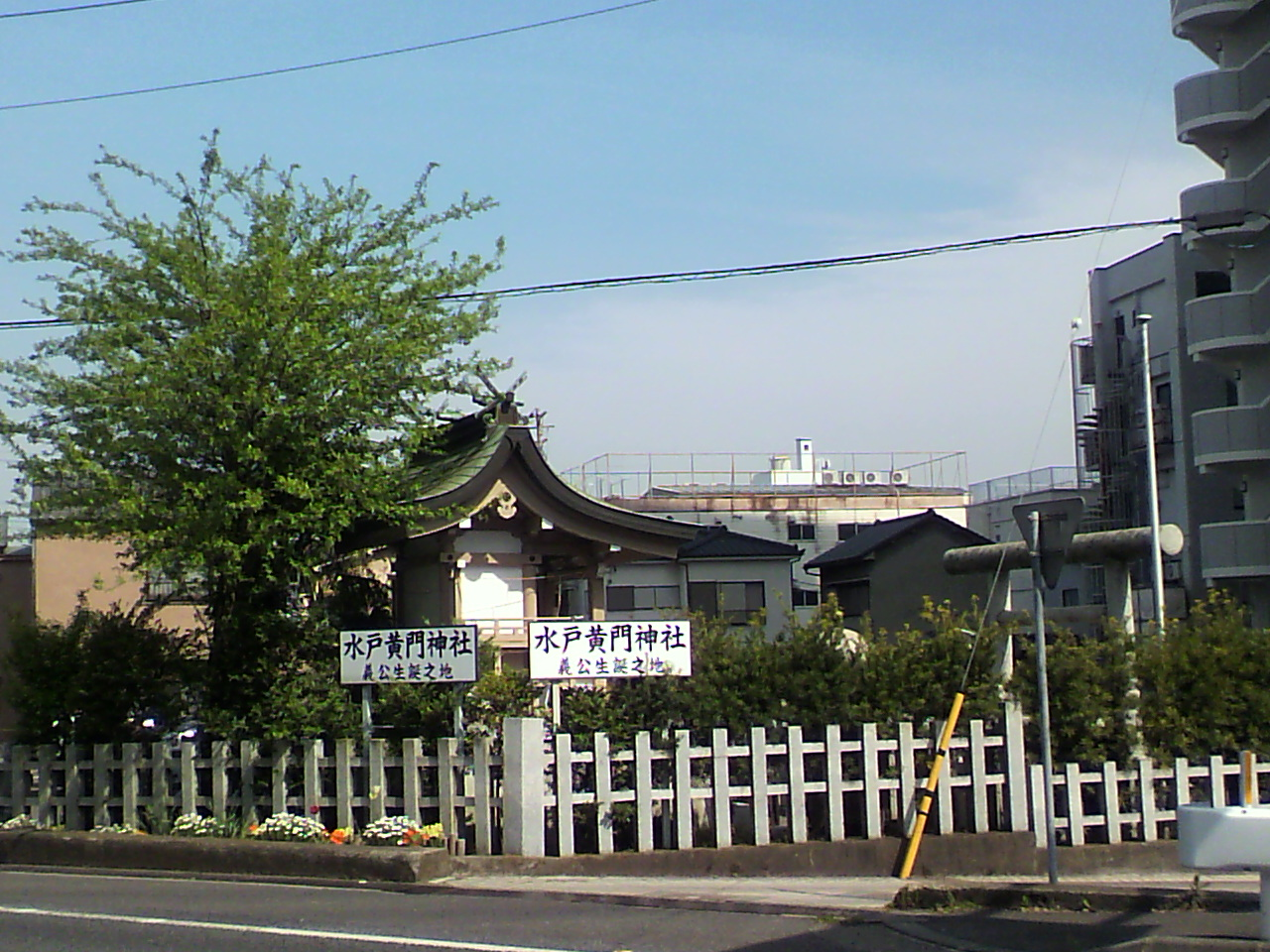
水戶黄門神社（義公誕生地）

光圀封給弟弟松平賴元常陸國額田二萬石，也因此水戶藩的領地降為二十六萬石。

### 力鬥惡法
五代將軍德川綱吉因為自身不育，其母桂昌院便認為是因為以前祖先屢事征戰，殺戮太多，所以導致因果惡報。於是，德川綱吉採用其母親的建議，於貞享四年（1687年）頒布了極端動物保護法令《生類憐憫令》，人民只要趕走一隻流浪狗，甚至打死一隻蚊子、蒼蠅等害蟲，輕者罰金、禁錮，重者流放甚至被處死，連武士也不例外。人民怨聲載道，暗中均稱綱吉為「犬公方」（狗將軍）。
相傳，有一兒童為了要去援救被狗群追趕而爬上樹的兄長，將棍子向狗群奮力一扔，打中了幾條狗，遭到官吏拿著十手出來責問，周遭百姓圍觀，深怕孩子受到官吏拘捕，混在人群中的德川光圀，帶著衛士們出來向官吏說：「吾水戶黃門，放過這孩子，我親與將軍說！」光圀當場拔劍殺了幾條狗，扒下狗皮，帶著孩子至江戶責問德川綱吉：「天下人怨聲鼎沸，汝仍執迷不悟！汝若寬諒天下人，減其賦稅，人民必謝恩，即為善業。毋須以此惡法箝制百姓！」後綱吉怒而逼迫光圀隱居，光圀到處遊覽，蒐集了許多《大日本史》的珍貴資料。

### 隱居和晚年
他認為「國」字裡的「或」字通「惑」而不吉，所以在延寶七年（1679年）五十二歲時，將名字中的「國」改為則天文字的「圀」，即「光圀」。而為德川光圀剃度的本國寺也因此改名為本圀寺。元祿三年（1690年）六十二歲時將藩主一位讓給養嗣子德川綱條（實父為賴重）。並在隔天接受將軍家賜予從三位權中納言的職位。元祿四年（1691年），德川光圀就到西山莊內隱居。

### 逝世
元祿十三年十二月初六日（1700年1月14日），德川光圀公於西山莊內逝世，享壽七十二歲。
而在光圀公去世後，於天保三年（1832年）三月初五日，追贈光圀公為從二位權大納言。明治二年（1869年）追贈從一位，明治三十三年（1900年）追贈正一位

### 軼事
一般認為光圀對於長兄賴重無法成為藩主一事十分內疚，所以才將賴重的孩子綱條接入藩中，並立為嗣子。賴重因為十分感謝光圀，也立了光圀和側室玉井氏所生的親生子松平賴常（鶴丸）為高松藩的藩主。

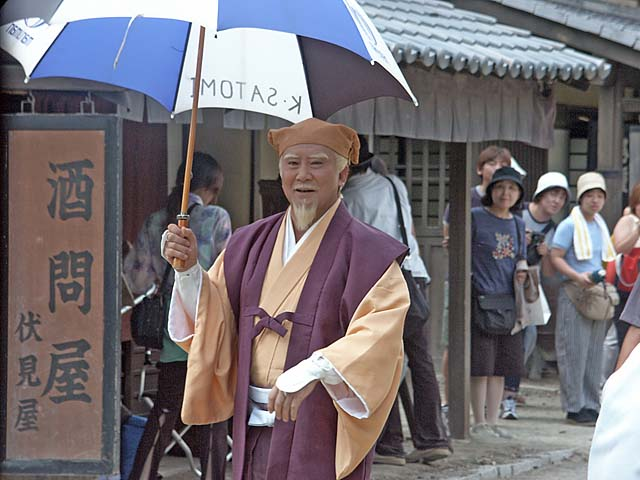
里见浩太朗扮演的电视剧水户黄门

## 年表
※日期＝舊曆
＝年齡
- 寬永九年（1632年）：（5）五月三日，任從五位上左衛門督。
- 寬永十年（1633年）：（6）一月，成為藩主繼承人。九月五日，遷任從四位下右近衛權少將。
- 寬永十三年（1636年）：（9）七月六日，元服，改名為「光國」。
- 寬永十七年（1640年）：（13）三月四日，轉任從四位上右近衛權中將中。七月十一日，任從三位。右近衛權中將如元
- 承應三年（1654年）：（27）娶前關白近衛信尋次女尋子（泰姬）為正室。
- 寬文元年（1661年）：（34）八月十九日，成為水戶藩二十八萬石的二代藩主。
- 寬文二年（1662年）：（35）十二月十八日，補任參議。
- 延寶七年（1679年）：（52）將名字光国改為「光圀」，異說為天和三年（1683年）才改名。
- 元祿三年（1690年）：（63）十月十四日，隱居。翌日，任權中納言。
- 元祿十三年（1700年）：（73）在西山莊逝世，享年七十三歲。
- 天保三年（1832年）三月五日，追封從二位權大納言
- 明治二年（1869年）十二月二十五日，追封從一位
- 明治三十三年（1900年）十一月，追封正一位

## 家族

德川家家紋

### 妻妾
- 正室：近衛尋子（法光院，哀文夫人）
- 側室：玉井氏

### 子女
- 長子：松平賴常
- 長女：（戶田光規室）

### 養子、義妹
- 養子：松平綱方
- 養子：德川綱條
- 義妹：鍋姬（酒井忠治女）

## 關連項目
- 水戶黃門（水戶黃門漫遊記）
- 保科正之
- 池田光政
- 本圀寺
- 快風丸

## 外部連結
- 『大日本史』
- 大日本史凡例 （页面存档备份，存于）
- 日本見聞錄

| 前任： 德川赖房 | 水戶藩藩主 1661年－1690年     | 繼任： 德川綱條 |
| 前任： 德川赖房 | 水戶德川家當主 1661年－1690年 | 繼任： 德川綱條 |